# Trachurus
Trachurus – rodzaj ryb okoniokształtnych z rodziny ostrobokowatych (Carangidae). W języku polskim określane są nazwą ostroboki.

## Klasyfikacja
Gatunki zaliczane do tego rodzaju:
- Trachurus capensis – ostrobok kapski[4], ostrobok przylądkowy[5]
- Trachurus declivis – ostrobok australijski[5]
- Trachurus delagoa – ostrobok mozambicki[5]
- Trachurus indicus – ostrobok adeński[4]
- Trachurus japonicus – ostrobok japoński[5]
- Trachurus lathami – ostrobok amerykański[5]
- Trachurus longimanus
- Trachurus mediterraneus – ostrobok śródziemnomorski[6]
- Trachurus murphyi – ostrobok peruwiański[5]
- Trachurus novaezelandiae – ostrobok nowozelandzki[5]
- Trachurus picturatus – ostrobok czarny[7][5]
- Trachurus symmetricus – ostrobok pacyficzny[4]
- Trachurus trachurus – ostrobok[6], ostrobok pospolity[6]
- Trachurus trecae – ostrobok afrykański[5]

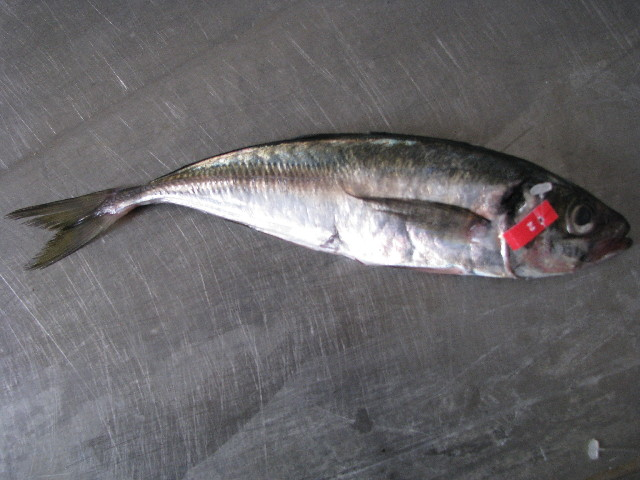
Trachurus capensis
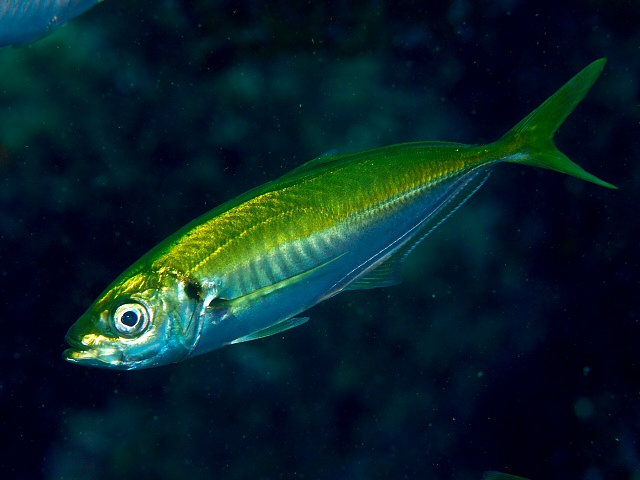
Trachurus japonicus
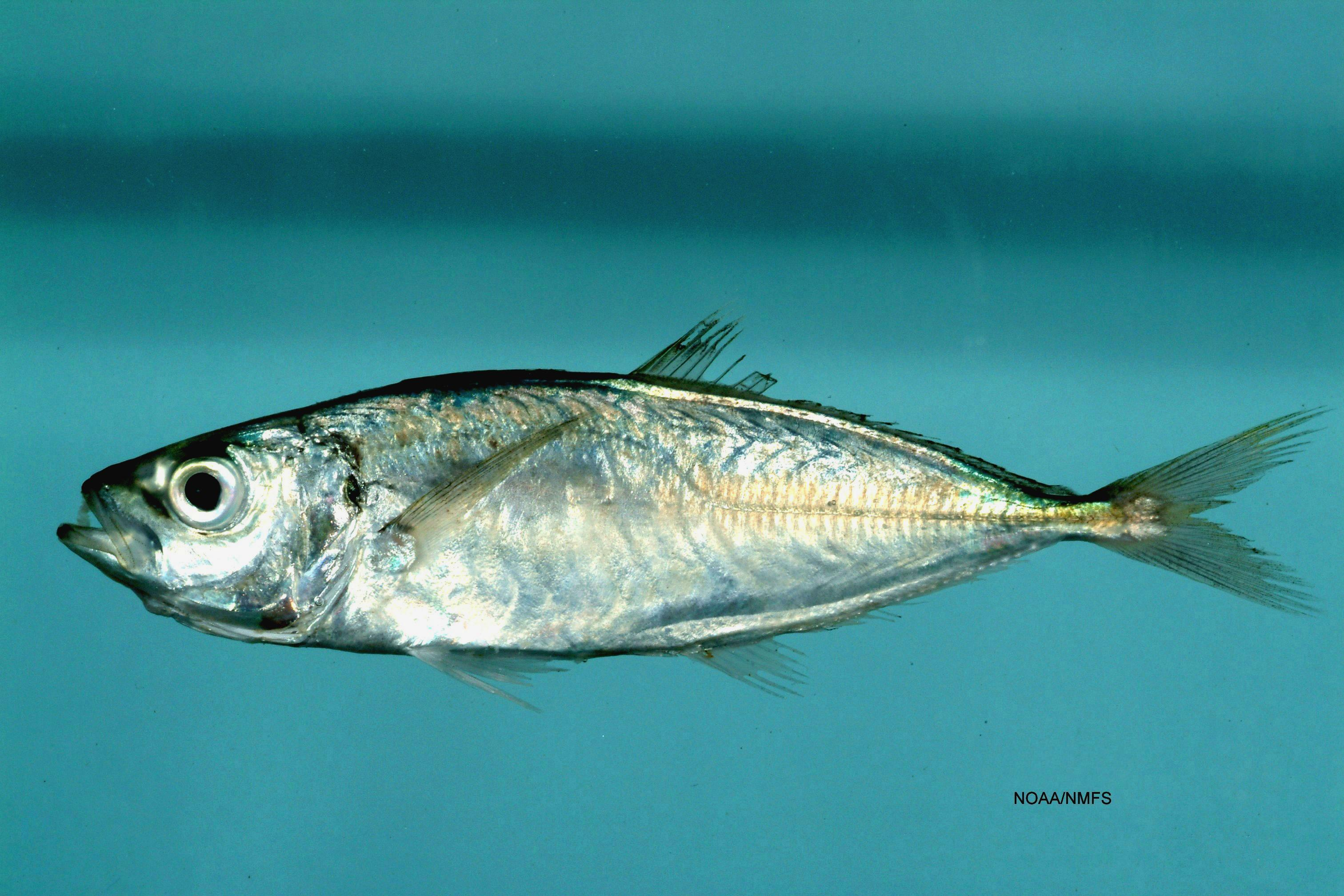
Trachurus lathami
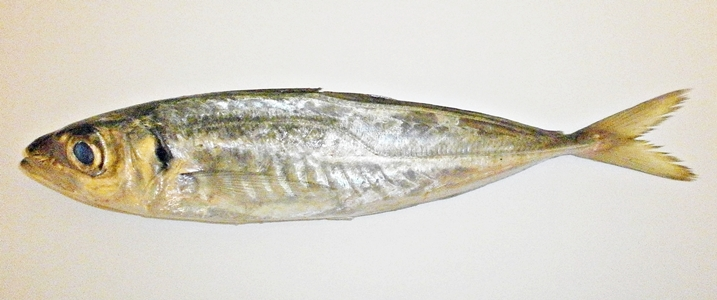
Trachurus mediterraneus
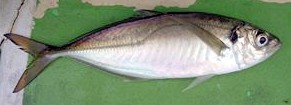
Trachurus novaezelandiae
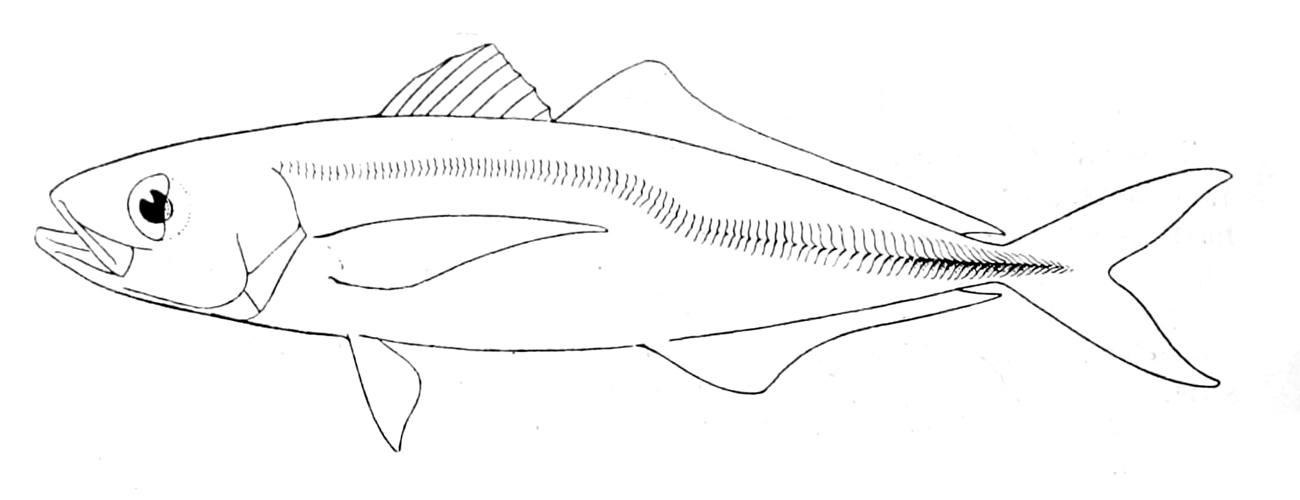
Trachurus symmetricus
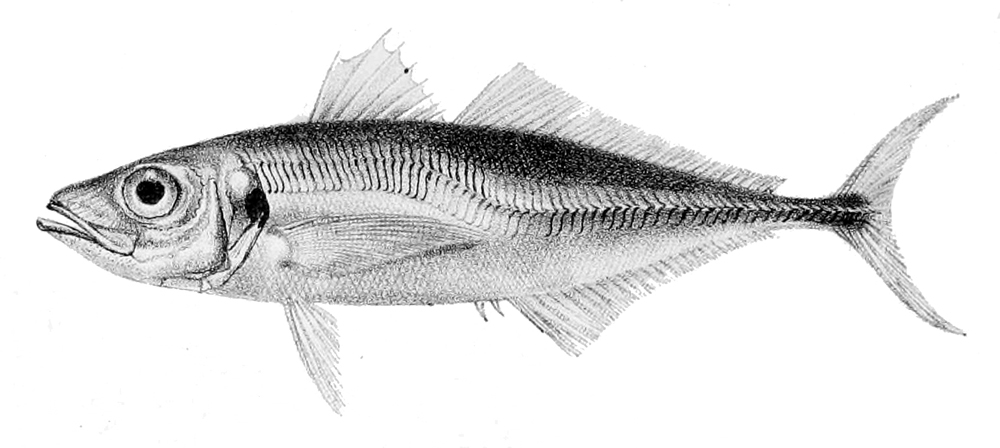
Trachurus trachurus